# Korpisensaari
Korpisensaari är en ö i Finland. Den ligger i sjön Keurusselkä och i kommunen Keuru i den ekonomiska regionen  Keuru ekonomiska region  och landskapet Mellersta Finland, i den södra delen av landet, 220 km norr om huvudstaden Helsingfors. Öns area är 58,6 hektar och dess största längd är 1,3 kilometer i sydväst-nordöstlig riktning.